# Xanthopimpla leviuscula
Xanthopimpla leviuscula är en stekelart som beskrevs av Krieger 1914. Xanthopimpla leviuscula ingår i släktet Xanthopimpla och familjen brokparasitsteklar. Inga underarter finns listade i Catalogue of Life.